# Meliboeus javanicus
Meliboeus javanicus es una especie de escarabajo del género Meliboeus, familia Buprestidae. Fue descrita científicamente por Obenberger en 1924.